# Charlotte von Lieven
Charlotte von Lieven (tyska: Charlotte Margarete Fürstin von Lieven), född 27 juni 1743, död 24 februari 1828 i Pavlovsk, var en rysk- balttysk hovdam. Hon var överhovmästarinna och guvernant för de kejserliga barnen från 1783. Hon utövade ett stort inflytande vid det ryska tsarhovet. 
von Lieven var dotter till friherre Carl Caspar von Gaugreben och den svenskättade friherrinnan Agnes Posse of Säby.
von Lieven bodde i Kiev fram till 1781, därefter i Riga, och senare på Mežotne slott i Mežotne. 
År 1826 upphöjdes hon till furstlig värdighet.